# Rudolf Walter (Landrat)
Rudolf Walter (* im 20. Jahrhundert; † im 20. Jahrhundert) war ein deutscher Landrat.

## Leben und Wirken
Walter promovierte und legte am 14. Dezember 1938 die große Staatsprüfung ab. Er wurde zum Regierungsrat ernannt und am 6. Februar 1942 als Nachfolger von Wendelin Pflauder als kommissarischer Landrat des Landkreises Kufstein eingesetzt. Mit Wirkung vom 1. März 1943 übernahm er offiziell dieses Amt, das er bis zum Ende des Zweiten Weltkrieges am 4. Mai 1945 ausübte.